# Monumento dei Quattro Angoli

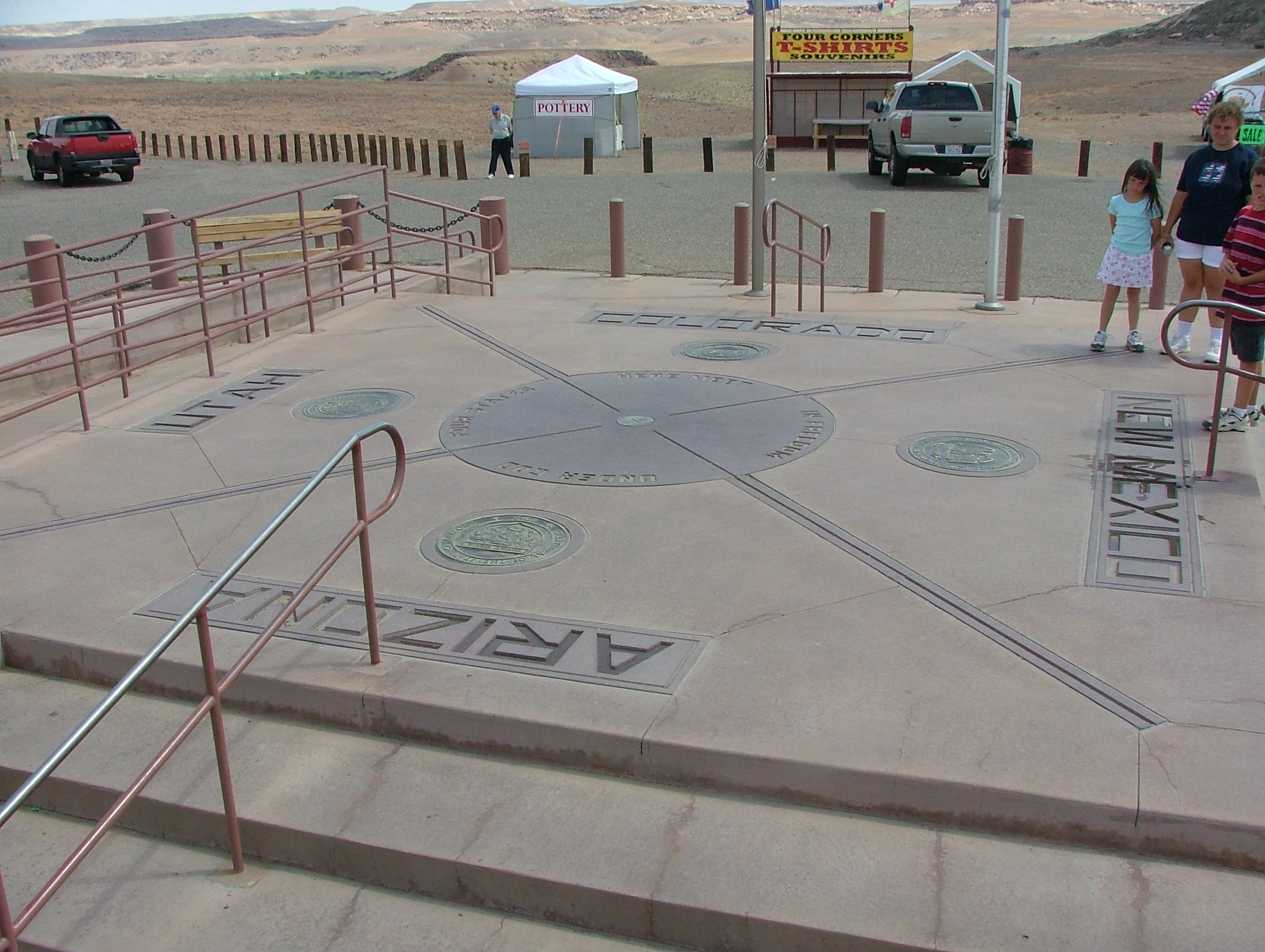
Il punto chiaro al centro indica dove si incontrano i territori di Utah, Colorado, Arizona e Nuovo Messico.

Il monumento dei Quattro Angoli (in inglese: Four Corners Monument) è un'installazione situata negli Stati Uniti nel punto in cui si toccano i confini degli Stati di Utah, Colorado, Arizona e Nuovo Messico, per l'appunto al centro della regione denominata Four Corners. Si tratta dell'unico punto del territorio degli Stati Uniti in cui quattro stati si toccano. È situato nei pressi della montagna di Ute, nella nazione Navajo. Il luogo è raggiungibile via auto dal solo Nuovo Messico attraverso la Four Corners Monument Road, una diramazione dell'interstate 160 che collega l'Arizona al Colorado.

## Storia
Inizialmente il punto fu collocato in un luogo diverso dall'attuale, successivamente la Corte Suprema corresse la prima misurazione ponendolo nella posizione attuale. La struttura fu collocata una prima volta nel 1868, rifatta nel 1912 e poi ancora nel 1992 quando fu posto un disco di bronzo incassato in un piedistallo di cemento dove sono visibili i nomi, gli stemmi e le bandiere dei quattro stati affiancate da quelle navajo e statunitense. L'accesso al luogo è a pagamento e nelle immediate vicinanze è possibile trovare prodotti dell'artigianato dei nativi americani; il monumento è molto frequentato nonostante la lontananza da centri abitati.

## Apparizioni in opere culturali

### Televisione
- Il monumento appare in due episodi dei Simpsons, nei quali tuttavia ben cinque Stati si incontrano con i rispettivi confini nel Monumento dei Cinque Angoli. Nell'episodio 2F01 Grattachecca e Fichettolandia la famiglia Simpson visita il monumento durante il viaggio per arrivare al parco Grattachecca e Fichettolandia. Nell'episodio MABF11 Il Bob vicino di casa, invece, Telespalla Bob ha progettato di compiere il delitto perfetto: uccidere Bart senza essere perseguibile dalla legge.
- Il monumento dei Quattro Angoli appare anche nel sesto episodio della quarta stagione del telefilm Breaking Bad nel quale Skyler, moglie del protagonista, si reca presso di esso per lanciare una moneta e osservare in quale stato quest'ultima cada.
- In un episodio della quarta stagione di Buona fortuna Charlie, la protagonista Teddy compie con la famiglia della sua migliore amica Ivy un viaggio verso Las Vegas, nel quale avrà l'occasione di visitare il monumento.

### Cinema
- Nel film commedia Come ti rovino le vacanze, Rusty e Debby, marito e moglie in viaggio con i due figli per le vacanze, visitano il monumento con l'intenzione di fare sesso in questo punto (in quattro stati diversi). Qui vengono sorpresi contemporaneamente dagli agenti di polizia di 4 diverse contee, che ne rivendicano l'arresto in una discussione che degenera in rissa.